# Шондорф-ам-Аммерзе
Шондорф-ам-Аммерзе (нем. Schondorf am Ammersee) — община в Германии, в земле Бавария. 
Подчиняется административному округу Верхняя Бавария. Входит в состав района Ландсберг-ам-Лех. Подчиняется управлению .  Население составляет 3959 человек (на 31 декабря 2010 года). Занимает площадь 6,56 км².
Коммуна подразделяется на 2 сельских округа.

## Население
По оценке на 31 декабря 2015 года население общины Шондорф-ам-Аммерзе составляет 3944 чел. 

| Дата      | 1840 | 1871 | 1900 | 1925 | 1939 | 1950 | 1961 | 1970 | 1987 | 2011 |
| --------- | ---- | ---- | ---- | ---- | ---- | ---- | ---- | ---- | ---- | ---- |
| Население | 518  | 545  | 606  | 1069 | 1227 | 2068 | 1989 | 2004 | 2930 | 3751 |

| Год       | 1960 | 1970 | 1980 | 1990 | 2000 | 2009 | 2010 | 2011 | 2012 | 2013 | 2014 | 2015 |
| --------- | ---- | ---- | ---- | ---- | ---- | ---- | ---- | ---- | ---- | ---- | ---- | ---- |
| Население | 1988 | 1994 | 2584 | 3207 | 3690 | 3973 | 3959 | 3766 | 3741 | 3785 | 3849 | 3944 |